# ATP German Open 1991
Il German Open 1991 è stato un torneo di tennis giocato sulla terra rossa. È stata l'85ª edizione del Torneo di Amburgo, che fa parte della categoria ATP Super 9 nell'ambito dell'ATP Tour 1991. Si è giocato al Rothenbaum Tennis Center di Amburgo in Germania, dal 6 al 13 maggio 1991.

## Campioni

### Singolare
Karel Nováček ha battuto in finale  Magnus Gustafsson con il punteggio di 6–3, 6–3, 5–7, 0–6, 6–1.

### Doppio
Sergio Casal /  Emilio Sánchez hanno battuto in finale  Cássio Motta /  Danie Visser con il punteggio di 7–6, 7–6.